# Can't Make Up My Mind
"Can't Make Up My Mind" is een nummer van de Nederlandse band The New Shining. Het nummer werd uitgebracht op hun album Stripped / Full Circle uit 2012. Dat jaar werd het nummer uitgebracht als de eerste single van het album.

## Achtergrond
"Can't Make Up My Mind" is geschreven door zanger Xander Stok, bekend als Nax, en geproduceerd door Stok en Nico Outhuijse. Het is een van de eerste akoestische nummers van de band; toen Nax de nummers van het akoestische deel van het album Stripped / Full Circle schreef, kwam hij erachter dat deze geen groot geluid nodig hadden. Nax was depressief toen hij deze nummers schreef. Hij vertelde hierover: "Ik heb mijn mooiste nummers geschreven tijdens een depressie, dus er zit ook schoonheid in. Ik weet hoe moeilijk het is, want als je in een depressie komt richt je alles op jezelf, maar je moet eigenlijk het tegenovergestelde doen. Ik ben muziek gaan schrijven voor mezelf, als therapie, maar vóór anderen omdat ik wist: dan ga ik daar andere mensen mee helpen. Ik werd daar licht van in mijn gemoed. Dat is cruciaal."
"Can't Make Up My Mind" werd een radiohit in Nederland. Het stond vier maanden op de playlists van Radio 2, 3FM en Radio 538. De single behaalde de Top 40 weliswaar niet, maar kwam wel tot de zevende plaats in de Tipparade. Tevens kwam het nummer tot plaats 35 in de Single Top 100. Het nummer werd in 2013 genomineerd voor een Edison in de categorie "Beste song".

## Hitnoteringen

### Single Top 100
| Hitnotering week 1: 04-08-2012 Hitnotering week 2 t/m 5: 18-08-2012 t/m 08-09-2012 | Hitnotering week 1: 04-08-2012 Hitnotering week 2 t/m 5: 18-08-2012 t/m 08-09-2012 | Hitnotering week 1: 04-08-2012 Hitnotering week 2 t/m 5: 18-08-2012 t/m 08-09-2012 | Hitnotering week 1: 04-08-2012 Hitnotering week 2 t/m 5: 18-08-2012 t/m 08-09-2012 | Hitnotering week 1: 04-08-2012 Hitnotering week 2 t/m 5: 18-08-2012 t/m 08-09-2012 | Hitnotering week 1: 04-08-2012 Hitnotering week 2 t/m 5: 18-08-2012 t/m 08-09-2012 | Hitnotering week 1: 04-08-2012 Hitnotering week 2 t/m 5: 18-08-2012 t/m 08-09-2012 | Hitnotering week 1: 04-08-2012 Hitnotering week 2 t/m 5: 18-08-2012 t/m 08-09-2012 |
| Week                                                                               | 1                                                                                  |                                                                                    | 2                                                                                  | 3                                                                                  | 4                                                                                  | 5                                                                                  |                                                                                    |
| ---------------------------------------------------------------------------------- | ---------------------------------------------------------------------------------- | ---------------------------------------------------------------------------------- | ---------------------------------------------------------------------------------- | ---------------------------------------------------------------------------------- | ---------------------------------------------------------------------------------- | ---------------------------------------------------------------------------------- | ---------------------------------------------------------------------------------- |
| Positie                                                                            | 96                                                                                 | uit                                                                                | 76                                                                                 | 82                                                                                 | 61                                                                                 | 35                                                                                 | uit                                                                                |

### NPO Radio 2 Top 2000
| Nummer met noteringen in de NPO Radio 2 Top 2000 | '12  | '13  |
| ------------------------------------------------ | ---- | ---- |
| Can't Make Up My Mind                            | 1571 | 1593 |

1. ↑  Een vetgedrukt getal geeft de hoogste notering aan.
2. ↑  2012 was het eerste jaar met een notering voor dit nummer.
3. ↑  Deze tabel is bijgewerkt tot en met de laatste editie (2024).